# Recuperação da informação em arquivos
A guarda de documentos em arquivos facilita a busca de qualquer informação e que esta seja procedida com a maior rapidez possível.
A ação de buscar e utilizar um documento ou conjunto de documentos arquivados denomina-se recuperação. As formas de recuperação de uma informação, contida nós documentos arquivados, é de grandíssima importância; pois quanto mais ágeis forem os recursos para localizar o documento tanto mais eficiente será considerado o sistema de recuperação adotado. Em decorrência da necessidade de localizar os documentos o mais breve possível, eles devem ser sistematicamente dispostos nos arquivos e de forma ordenada, que permitam o uso de indicadores para facilitar a busca.
Os indicadores de localização são obtidos tanto com a utilização de letras como de números, que são os chamados Métodos de Arquivamento; o que utiliza as letras é denominado de Método Alfabético, e o que se utiliza apenas de números, Método Numérico, e o que associa letras e números é chamado Alfa Numérico.